# Andrei Lungu
Andrei Lungu (n. 29 ianuarie 1989, Cluj-Napoca, România) este un fotbalist român care în prezent joacă la clubul din SuperLiga României, FC Universitatea Cluj, pe postul de mijlocaș defensiv.